# Bulbophyllum sterile
Bulbophyllum sterile é uma espécie de orquídea (família Orchidaceae) pertencente ao gênero Bulbophyllum. Foi descrita por Jean-Baptiste de Lamarck em 1988.